# Amilenus aurantiacus
Amilenus aurantiacus is een hooiwagen uit de familie echte hooiwagens (Phalangiidae). De wetenschappelijke naam van Amilenus aurantiacus gaat terug op Simon.